# Francisco Labastida Ochoa
Pour les articles homonymes, voir Ochoa.
Francisco Labastida Ochoa, né le 24 août 1942 à Los Mochis, Sinaloa, est un homme politique mexicain.
Il fut le gouverneur de l'État mexicain de Sinaloa entre le 1er janvier 1987 et 31 décembre 1992,.

## Biographie
Lors des élections fédérales de 2000, Francisco Labastida Ochoa est le premier candidat du Parti Révolutionnaire Institutionnel à échouer lors d'une élection présidentielle.

### Fonctions politiques
Licencié d'économie à l'Université nationale autonome du Mexique, il a été gouverneur de Sinaloa de 1987 à 1992, ambassadeur au Portugal de 1994 à 1995, puis ministre du gouvernement d'Ernesto Zedillo Ponce de León de 1995 à 1999. En 2000, il est le candidat du PRI à la présidence du Mexique et perd l'élection face au candidat du Partido Acción Nacional conservateur Vicente Fox Quesada. Lors des élections générales de 2006, il est sénateur pour Sinaloa pour les deux législatures suivantes (2006–2012).
Mandats et fonctions
- 1982–1986 : Secrétaire de l'Énergie
- 1987–1992 : Gouverneur de Sinaloa
- 1994–1995 : Ambassadeur du Mexique au Portugal
- 1995–1998 : Secrétaire de l'Agriculture
- 1998–1999 : Secrétaire du Gouvernement
- 2006–2012 : Sénateur de Sinaloa